# حزب العمل للمواطنين

علم الحزب

حزب العمل للمواطنين حزب سياسي في كوستاريكا. قائد الحزب هو أوتن سوليس فايس. رئيس الحزب هو ابسي كمبيل بار. أمينة عامة الحزب هي تيرسيتا اغيلر ميرمبل. تأسس الحزب في عام 2000.
في الانتخابات الرئاسية لعام 2006، حصل مرشح الحزب، اوتن سوليس فايس، على 588.519 صوت (40.3%). في الانتخابات البرلمانية لعام 2006 حصل الحزب على 409.030 صوت (25.34%, 17 مقاعد).